# 内務大臣 (イギリス)
国王陛下の内務大臣（こくおうへいかのないむだいじん、正式名称：His Majesty's Principal Secretary of State for the Home Department、通称: Home Secretary）は、イギリスの内閣の閣僚である。内務省を統括する。

## 歴史
18世紀初頭よりイギリスの国務大臣(Secretary of State)は、北部担当国務大臣と南部担当国務大臣という地域で分けた区分になっており、前者が北方外交（北欧諸国・オランダ・ドイツ諸国・ロシアなどとの外交）を担当し、後者が内務と南方外交（フランス・スペイン・イタリア諸国・トルコなどとの外交）を担当していた。しかし当時のイギリスで外交上重要なのは北方外交のみであり、南方外交は重要ではなかった。そのため南方省は本土担当の専門省にすべきという意見が強まった。
1782年に成立した第2次ロッキンガム侯爵内閣から職務別の区分がなされるようになり、北部省は外務省、南部省は内務省に改組された。そしてその長として外務大臣と内務大臣がそれぞれ設置された。以降内務大臣は警察、監獄、工場、鉱山に関する官吏を統制し、また国王の恩赦に関する大権を輔弼する役割を担うことになった。
しかし歴史的には警察に関する限り内務大臣の権限はさほど強くなかった。イギリスでは各地の参事会が任命に関与する治安判事指揮下の集団（警察官）が治安維持するという中世以来の古い体制が長くはびこり続けていたためである。19世紀以降には警察を内務大臣の強力な指揮権下に置く中央集権化改革が必要との認識が高まり、1829年の首都警察法によって大ロンドン地区には内務大臣指揮下の統一警官隊（スコットランドヤード）が創設された。しかしロンドン外の警察中央集権化改革は遅々として進まなかった。1964年警察法でようやく（中世以来の古い警察体制を温存させつつ）中央集権化の第一歩が踏み出され、内務大臣の権限強化が図られた。ついで1994年警察法、1996年警察法で内務大臣の更なる権限強化が果たされた。
1996年警察法は国務大臣（内務大臣）の権限として警察の運用・構成に関する規則制定権、警察への査察権、警察予算の統制権、特別警察官(一部の地域でのみ警察官の機能を果たす補助警官)や見習い警察官の任命権、委任された場合の警官懲罰権などを認めている。

## 歴代の内務大臣
所属政党

### 18世紀
| 代 | 肖像                           | 肖像 | 爵位名・氏名                                                         | 在任期間                        | 政党       | 内閣（首相所属政党） | 内閣（首相所属政党）                    |
| -- | ------------------------------ | ---- | -------------------------------------------------------------------- | ------------------------------- | ---------- | -------------------- | --------------------------------------- |
| 1  |                                |      | 第2代シェルバーン伯爵 ウィリアム・ペティ                             | 1782年3月27日 - 1782年7月10日   | ホイッグ党 |                      | 第2次ロッキンガム侯爵内閣（ホイッグ党） |
| 2  |                                |      | トマス・タウンゼンド                                                 | 1782年7月10日 - 1783年4月2日    | ホイッグ党 |                      | シェルバーン伯爵内閣（ホイッグ党）      |
| 3  |                                |      | ノース卿 フレデリック・ノース                                        | 1783年4月2日 - 1783年12月19日   | トーリー党 |                      | 第1次ポートランド公爵内閣（トーリー党） |
| 4  |                                |      | 第3代テンプル伯爵 ジョージ・ニュージェント＝テンプル＝グレンヴィル   | 1783年12月19日 - 1783年12月23日 | ホイッグ党 |                      | 第1次小ピット内閣（トーリー党）         |
| 5  |                                |      | 初代シドニー子爵 トマス・タウンゼンド                                | 1783年12月23日 - 1789年6月5日   | ホイッグ党 |                      | 第1次小ピット内閣（トーリー党）         |
| 6  |                                |      | 初代グレンヴィル男爵 ウィリアム・グレンヴィル                        | 1789年6月5日 - 1791年6月8日     | トーリー党 |                      | 第1次小ピット内閣（トーリー党）         |
| 7  |                                |      | ヘンリー・ダンダス                                                   | 1791年6月8日 - 1794年7月11日    | トーリー党 |                      | 第1次小ピット内閣（トーリー党）         |
| 8  |                                |      | 第3代ポートランド公爵 ウィリアム・キャヴェンディッシュ＝ベンティンク | 1794年7月11日 - 1801年7月30日   | トーリー党 |                      | 第1次小ピット内閣（トーリー党）         |
| 8  | アディントン内閣（トーリー党） |      | 第3代ポートランド公爵 ウィリアム・キャヴェンディッシュ＝ベンティンク | 1794年7月11日 - 1801年7月30日   | トーリー党 |                      |                                         |

### 19世紀
| 代 | 肖像                             | 肖像 | 爵位名・氏名                                             | 在任期間                        | 政党       | 内閣（首相所属政党） | 内閣（首相所属政党）                    |
| -- | -------------------------------- | ---- | -------------------------------------------------------- | ------------------------------- | ---------- | -------------------- | --------------------------------------- |
| 9  |                                  |      | 第3代スタンマーのペラム男爵 トマス・ペラム               | 1801年7月30日 - 1803年8月17日   | ホイッグ党 |                      | アディントン内閣（トーリー党）          |
| 10 |                                  |      | チャールズ・フィリップ・ヨーク                           | 1803年7月30日 - 1804年5月12日   | トーリー党 |                      | アディントン内閣（トーリー党）          |
| 11 |                                  |      | 第2代ハークスベリー男爵 ロバート・ジェンキンソン         | 1804年5月12日 - 1806年2月5日    | トーリー党 |                      | 第2次小ピット内閣（トーリー党）         |
| 12 |                                  |      | 第2代スペンサー伯爵 ジョージ・スペンサー                 | 1806年2月5日 - 1807年3月25日    | ホイッグ党 |                      | グレンヴィル男爵内閣（ホイッグ党）      |
| 13 |                                  |      | 初代リヴァプール伯爵 ロバート・ジェンキンソン            | 1807年3月25日 - 1809年11月1日   | トーリー党 |                      | 第2次ポートランド公爵内閣（トーリー党） |
| 14 |                                  |      | リチャード・ライダー                                     | 1809年11月1日 - 1812年6月8日    | トーリー党 |                      | パーシヴァル内閣（トーリー党）          |
| 15 |                                  |      | 初代シドマス子爵 ヘンリー・アディントン                  | 1812年6月8日 - 1822年1月17日    | トーリー党 |                      | リヴァプール伯爵内閣（トーリー党）      |
| 16 |                                  |      | ロバート・ピール                                         | 1822年1月17日 - 1827年4月10日   | トーリー党 |                      | リヴァプール伯爵内閣（トーリー党）      |
| 17 |                                  |      | ウィリアム・スタージェス・ボーン                         | 1827年4月30日 - 1827年7月16日   | トーリー党 |                      | カニング内閣（トーリー党）              |
| 18 |                                  |      | 第3代ランズダウン侯爵 ヘンリー・ペティ＝フィッツモーリス | 1827年7月16日 - 1828年1月22日   | ホイッグ党 |                      | カニング内閣（トーリー党）              |
| 18 | ゴドリッチ子爵内閣（トーリー党） |      | 第3代ランズダウン侯爵 ヘンリー・ペティ＝フィッツモーリス | 1827年7月16日 - 1828年1月22日   | ホイッグ党 |                      |                                         |
| 19 |                                  |      | ロバート・ピール                                         | 1828年1月22日 - 1830年11月22日  | トーリー党 |                      | 第1次ウェリントン公爵内閣（トーリー党） |
| 20 |                                  |      | 第2代メルバーン子爵 ウィリアム・ラム                     | 1830年11月22日 - 1834年7月16日  | ホイッグ党 |                      | グレイ伯爵内閣（ホイッグ党）            |
| 21 |                                  |      | 第4代ベスボロー伯爵 ジョン・ポンソンビー                 | 1834年7月16日 - 1834年11月15日  | ホイッグ党 |                      | 第1次メルバーン子爵（ホイッグ党）       |
| 22 |                                  |      | 初代ウェリントン公爵 アーサー・ウェルズリー              | 1834年11月15日 - 1834年12月15日 | 保守党     |                      | 第2次ウェリントン公爵（保守党）         |
| 23 |                                  |      | ヘンリー・ゴールバーン                                   | 1834年12月15日 - 1835年4月18日  | 保守党     |                      | 第1次ピール内閣（保守党）               |
| 24 |                                  |      | ジョン・ラッセル卿                                       | 1835年4月18日 - 1839年8月30日   | ホイッグ党 |                      | 第2次メルバーン子爵内閣（ホイッグ党）   |
| 25 |                                  |      | 初代ノーマンビー侯爵 コンスタンティン・フィップス        | 1839年8月30日 - 1841年8月30日   | ホイッグ党 |                      | 第2次メルバーン子爵内閣（ホイッグ党）   |
| 26 |                                  |      | 第2代準男爵 サー・ジェームズ・グラハム                   | 1841年9月6日 - 1846年6月30日    | 保守党     |                      | 第2次ピール内閣（保守党）               |
| 27 |                                  |      | 第2代準男爵 サー・ジョージ・グレイ                       | 1846年7月8日 - 1852年2月23日    | ホイッグ党 |                      | 第1次ラッセル内閣（ホイッグ党）         |
| 28 |                                  |      | スペンサー・ホレーショ・ウォルポール                     | 1852年2月27日 - 1852年12月19日  | 保守党     |                      | 第1次ダービー伯爵内閣（保守党）         |
| 29 |                                  |      | 第3代パーマストン子爵 ヘンリー・ジョン・テンプル         | 1852年12月28日 - 1855年2月6日   | ホイッグ党 |                      | アバディーン伯爵内閣（ピール派）        |
| 30 |                                  |      | 第2代準男爵 サー・ジョージ・グレイ                       | 1855年2月8日 - 1858年2月26日    | ホイッグ党 |                      | 第1次パーマストン子爵内閣（ホイッグ党） |
| 31 |                                  |      | スペンサー・ホレーショ・ウォルポール                     | 1858年2月26日 - 1859年3月3日    | 保守党     |                      | 第2次ダービー伯爵内閣（保守党）         |
| 32 |                                  |      | トマス・ソセロン＝エストコート                           | 1859年3月3日 - 1859年6月18日    | 保守党     |                      | 第2次ダービー伯爵内閣（保守党）         |
| 33 |                                  |      | 第2代準男爵 サー・ジョージ・コーンウォール・ルイス       | 1859年6月18日 - 1861年7月25日   | 自由党     |                      | 第2次パーマストン子爵内閣（自由党）     |
| 34 |                                  |      | 第2代準男爵 サー・ジョージ・グレイ                       | 1861年7月25日 - 1866年6月28日   | 自由党     |                      | 第2次パーマストン子爵内閣（自由党）     |
| 34 | 第2次ラッセル伯爵内閣（自由党）  |      | 第2代準男爵 サー・ジョージ・グレイ                       | 1861年7月25日 - 1866年6月28日   | 自由党     |                      |                                         |
| 35 |                                  |      | スペンサー・ホレーショ・ウォルポール                     | 1866年7月6日 - 1867年5月17日    | 保守党     |                      | 第3次ダービー伯爵内閣（保守党）         |
| 36 |                                  |      | ゲイソン・ハーディ                                       | 1867年5月17日 - 1868年12月3日   | 保守党     |                      | 第3次ダービー伯爵内閣（保守党）         |
| 36 | 第1次ディズレーリ内閣（保守党）  |      | ゲイソン・ハーディ                                       | 1867年5月17日 - 1868年12月3日   | 保守党     |                      |                                         |
| 37 |                                  |      | ヘンリー・ブルース                                       | 1868年12月9日 - 1873年8月9日    | 自由党     |                      | 第1次グラッドストン内閣（自由党）       |
| 38 |                                  |      | ロバート・ロー                                           | 1873年8月 - 1874年2月20日       | 自由党     |                      | 第1次グラッドストン内閣（自由党）       |
| 39 |                                  |      | リチャード・クロス                                       | 1874年2月21日 - 1880年4月23日   | 保守党     |                      | 第2次ディズレーリ内閣（保守党）         |
| 40 |                                  |      | サー・ウィリアム・ヴァーノン・ハーコート                 | 1880年4月28日 - 1885年6月23日   | 自由党     |                      | 第2次グラッドストン内閣（自由党）       |
| 41 |                                  |      | リチャード・クロス                                       | 1885年6月24日 - 1886年2月1日    | 保守党     |                      | 第1次ソールズベリー侯爵内閣（保守党）   |
| 42 |                                  |      | ヒュー・チルダース                                       | 1886年2月6日 - 1886年7月25日    | 自由党     |                      | 第3次グラッドストン内閣（自由党）       |
| 43 |                                  |      | ヘンリー・マシューズ                                     | 1886年8月3日 - 1892年8月15日    | 保守党     |                      | 第2次ソールズベリー侯爵内閣（保守党）   |
| 44 |                                  |      | ハーバート・ヘンリー・アスキス                           | 1892年8月18日 - 1895年6月25日   | 自由党     |                      | 第4次グラッドストン内閣（自由党）       |
| 44 | ローズベリー伯爵内閣（自由党）   |      | ハーバート・ヘンリー・アスキス                           | 1892年8月18日 - 1895年6月25日   | 自由党     |                      |                                         |
| 45 |                                  |      | 第5代准男爵 サー・マシュー・ホワイト・リドリー           | 1895年6月29日 - 1900年11月12日  | 保守党     |                      | 第3次ソールズベリー侯爵内閣（保守党）   |

### 20世紀
| 代 | 肖像                              | 肖像 | 爵位名・氏名                                        | 在任期間                        | 政党                  | 内閣（首相所属政党） | 内閣（首相所属政党）                     |
| -- | --------------------------------- | ---- | --------------------------------------------------- | ------------------------------- | --------------------- | -------------------- | ---------------------------------------- |
| 46 |                                   |      | チャールズ・リッチー                                | 1900年11月12日 - 1902年7月12日  | 保守党                |                      | 第3次ソールズベリー侯爵内閣（保守党）    |
| 47 |                                   |      | エレタス・エイカーズ＝ダグラス                      | 1902年7月12日 - 1905年12月5日   | 保守党                |                      | バルフォア内閣（保守党）                 |
| 48 |                                   |      | ハーバート・グラッドストン                          | 1905年12月11日 - 1910年2月19日  | 自由党                |                      | キャンベル＝バナマン内閣（自由党)        |
| 48 | アスキス内閣（自由党）            |      | ハーバート・グラッドストン                          | 1905年12月11日 - 1910年2月19日  | 自由党                |                      |                                          |
| 49 |                                   |      | ウィンストン・スペンサー＝チャーチル                | 1910年2月19日 - 1911年10月24日  | 自由党                |                      |                                          |
| 50 |                                   |      | レジナルド・マッケナ                                | 1911年10月24日 - 1915年5月27日  | 自由党                |                      |                                          |
| 51 |                                   |      | サー・ジョン・サイモン                              | 1915年5月27日 - 1916年1月12日   | 自由党                |                      | アスキス挙国一致内閣（自由党）           |
| 52 |                                   |      | ハーバート・サミュエル                              | 1916年1月12日 - 1916年12月7日   | 自由党                |                      | アスキス挙国一致内閣（自由党）           |
| 53 |                                   |      | 初代ケイヴ子爵 ジョージ・ケイヴ                     | 1916年12月11日 - 1919年1月14日  | 保守党                |                      | ロイド・ジョージ挙国一致内閣（自由党）   |
| 54 |                                   |      | エドワード・ショート                                | 1919年1月14日 - 1922年10月23日  | 自由党                |                      | ロイド・ジョージ挙国一致内閣（自由党）   |
| 55 |                                   |      | ウィリアム・ブリッジマン                            | 1922年10月25日 - 1924年1月22日  | 保守党                |                      | ボナー・ロー内閣（保守党）               |
| 55 | 第1次ボールドウィン内閣（保守党） |      | ウィリアム・ブリッジマン                            | 1922年10月25日 - 1924年1月22日  | 保守党                |                      |                                          |
| 56 |                                   |      | アーサー・ヘンダーソン                              | 1924年1月23日 - 1924年11月4日   | 労働党                |                      | 第1次マクドナルド内閣（労働党）          |
| 57 |                                   |      | 初代準男爵 サー・ウィリアム・ジョインソン＝ヒックス | 1924年11月7日 - 1929年6月5日    | 保守党                |                      | 第2次ボールドウィン内閣（保守党）        |
| 58 |                                   |      | ジョン・ロバート・クラインス                        | 1929年6月8日 - 1931年8月26日    | 労働党                |                      | 第2次マクドナルド内閣（労働党）          |
| 59 |                                   |      | サー・ハーバート・サミュエル                        | 1931年8月26日 - 1932年10月1日   | 自由党                |                      | マクドナルド挙国一致内閣（挙国労働機構） |
| 60 |                                   |      | 第2代準男爵 サー・ジョン・ギルモア                  | 1932年10月1日 - 1935年6月7日    | 統一党                |                      | マクドナルド挙国一致内閣（挙国労働機構） |
| 61 |                                   |      | サー・ジョン・サイモン                              | 1935年6月7日 - 1937年5月28日    | 挙国派自由党          |                      | 第3次ボールドウィン内閣（保守党）        |
| 62 |                                   |      | 第2代準男爵 サー・サミュエル・ホア                  | 1937年5月28日 - 1939年9月3日    | 保守党                |                      | チェンバレン内閣（保守党）               |
| 63 |                                   |      | サー・ジョン・アンダーソン                          | 1939年9月4日 - 1940年10月4日    | 無所属 (挙国一致政府) |                      | チェンバレン戦時内閣（保守党）           |
| 63 | チャーチル戦時内閣（保守党）      |      | サー・ジョン・アンダーソン                          | 1939年9月4日 - 1940年10月4日    | 無所属 (挙国一致政府) |                      |                                          |
| 64 |                                   |      | ハーバート・モリソン                                | 1940年10月4日 - 1945年5月23日   | 労働党                |                      |                                          |
| 65 |                                   |      | サー・ドナルド・サマーヴィル                        | 1945年5月25日 - 1945年7月26日   | 保守党                |                      | 第2次チャーチル暫定内閣（保守党）        |
| 66 |                                   |      | ジェイムズ・シューター・イーデ                      | 1945年8月3日 - 1951年10月26日   | 労働党                |                      | アトリー内閣（労働党）                   |
| 67 |                                   |      | サー・デイヴィッド・マクスウェル・ファイフ          | 1951年10月27日 - 1954年10月19日 | 保守党                |                      | 第3次チャーチル内閣（保守党）            |
| 68 |                                   |      | グウィリム・ロイド・ジョージ                        | 1954年10月19日 - 1957年1月14日  | 挙国派自由党          |                      | 第3次チャーチル内閣（保守党）            |
| 68 | イーデン内閣（保守党）            |      | グウィリム・ロイド・ジョージ                        | 1954年10月19日 - 1957年1月14日  | 挙国派自由党          |                      |                                          |
| 69 |                                   |      | ラブ・バトラー                                      | 1957年1月14日 - 1962年7月13日   | 保守党                |                      | マクミラン内閣（保守党）                 |
| 70 |                                   |      | ヘンリー・ブローク                                  | 1962年7月14日 - 1964年10月16日  | 保守党                |                      | マクミラン内閣（保守党）                 |
| 70 | ダグラス＝ヒューム内閣（保守党）  |      | ヘンリー・ブローク                                  | 1962年7月14日 - 1964年10月16日  | 保守党                |                      |                                          |
| 71 |                                   |      | サー・フランク・ソスキス                            | 1964年10月18日 - 1965年12月23日 | 労働党                |                      | 第1次～第2次ウィルソン内閣（労働党）     |
| 72 |                                   |      | ロイ・ジェンキンス                                  | 1965年12月23日 - 1967年11月30日 | 労働党                |                      | 第1次～第2次ウィルソン内閣（労働党）     |
| 73 |                                   |      | ジェームズ・キャラハン                              | 1967年11月30日 - 1970年6月19日  | 労働党                |                      | 第1次～第2次ウィルソン内閣（労働党）     |
| 74 |                                   |      | レジナルド・モードリング                            | 1970年6月20日 - 1972年7月18日   | 保守党                |                      | ヒース内閣（保守党）                     |
| 75 |                                   |      | ロバート・カー                                      | 1972年7月18日 - 1974年3月4日    | 保守党                |                      | ヒース内閣（保守党）                     |
| 76 |                                   |      | ロイ・ジェンキンス                                  | 1974年3月5日 - 1976年9月10日    | 労働党                |                      | 第3次～第4次ウィルソン内閣（労働党）     |
| 76 | キャラハン内閣（労働党）          |      | ロイ・ジェンキンス                                  | 1974年3月5日 - 1976年9月10日    | 労働党                |                      |                                          |
| 77 |                                   |      | マーリン・リース                                    | 1976年9月10日 - 1979年5月4日    | 労働党                |                      |                                          |
| 78 |                                   |      | ウィリアム・ホワイトロー                            | 1979年5月4日 - 1983年6月11日    | 保守党                |                      | 第1次～3次サッチャー内閣（保守党）       |
| 79 |                                   |      | レオン・ブリタン                                    | 1983年6月11日 - 1985年9月2日    | 保守党                |                      | 第1次～3次サッチャー内閣（保守党）       |
| 80 |                                   |      | ダグラス・ハード                                    | 1985年9月2日 - 1989年10月26日   | 保守党                |                      | 第1次～3次サッチャー内閣（保守党）       |
| 81 |                                   |      | デイヴィッド・ワディントン                          | 1989年10月26日 - 1990年11月28日 | 保守党                |                      | 第1次～3次サッチャー内閣（保守党）       |
| 82 |                                   |      | ケネス・ベイカー                                    | 1990年11月28日 - 1992年4月10日  | 保守党                |                      | 第1次～2次メージャー内閣（保守党）       |
| 83 |                                   |      | ケネス・クラーク                                    | 1992年4月10日 - 1993年5月27日   | 保守党                |                      | 第1次～2次メージャー内閣（保守党）       |
| 84 |                                   |      | マイケル・ハワード                                  | 1993年5月27日 - 1997年5月2日    | 保守党                |                      | 第1次～2次メージャー内閣（保守党）       |
| 85 |                                   |      | ジャック・ストロー                                  | 1997年5月2日 - 2001年6月8日     | 労働党                |                      | 第1次ブレア内閣（労働党）                |

### 21世紀
| 代 | 肖像                    | 肖像 | 爵位名・氏名               | 在任期間                        | 政党   | 内閣（首相所属政党） | 内閣（首相所属政党）               |
| -- | ----------------------- | ---- | -------------------------- | ------------------------------- | ------ | -------------------- | ---------------------------------- |
| 86 |                         |      | デイヴィッド・ブランケット | 2001年6月8日 - 2004年12月15日   | 労働党 |                      | 第2次～3次ブレア内閣（労働党）     |
| 87 |                         |      | チャールズ・クラーク       | 2004年12月15日 - 2006年5月5日   | 労働党 |                      | 第2次～3次ブレア内閣（労働党）     |
| 88 |                         |      | ジョン・リード             | 2006年5月5日 - 2007年6月27日    | 労働党 |                      | 第2次～3次ブレア内閣（労働党）     |
| 89 |                         |      | ジャッキー・スミス         | 2007年6月28日 - 2009年6月5日    | 労働党 |                      | ブラウン内閣（労働党）             |
| 90 |                         |      | アラン・ジョンソン         | 2009年6月5日 - 2010年5月11日    | 労働党 |                      | ブラウン内閣（労働党）             |
| 91 |                         |      | テリーザ・メイ             | 2010年5月12日 - 2016年7月13日   | 保守党 |                      | 第1次～2次キャメロン内閣（保守党） |
| 92 |                         |      | アンバー・ラッド           | 2016年7月13日 - 2018年4月29日   | 保守党 |                      | 第1次メイ内閣（保守党）            |
| 92 | 第2次メイ内閣（保守党） |      | アンバー・ラッド           | 2016年7月13日 - 2018年4月29日   | 保守党 |                      |                                    |
| 93 |                         |      | サジド・ジャヴィド         | 2018年4月30日 - 現職            | 保守党 |                      |                                    |
| 94 |                         |      | プリティ・パテル           | 2019年7月24日 - 2022年9月6日    | 保守党 |                      | ジョンソン内閣（保守党）           |
| 95 |                         |      | スエラ・ブレイバーマン     | 2022年9月6日 - 2022年10月19日   | 保守党 |                      | トラス内閣（保守党）               |
| 96 |                         |      | グラント・シャップス       | 2022年10月19日 - 2022年10月25日 | 保守党 |                      | トラス内閣（保守党）               |
| 97 |                         |      | スエラ・ブレイバーマン     | 2022年10月25日 - 2023年11月13日 | 保守党 |                      | スナク内閣（保守党）               |
| 98 |                         |      | ジェームズ・クレバリー     | 2023年11月13日 - 2024年7月5日   | 保守党 |                      | スナク内閣（保守党）               |
| 99 |                         |      | イヴェット・クーパー       | 2024年7月5日 - 現職             | 労働党 |                      | スターマー内閣（労働党）           |